# Manage
Manage ist eine Gemeinde in der Provinz Hennegau im wallonischen Teil Belgiens.
Die Gemeinde besteht (nach der Zusammenlegung im Jahr 1977) aus den Ortschaften Manage, Bellecourt, Bois-d’Haine, Fayt-lez-Manage und La Hestre.
Seine Einwohnerzahl stieg von 21.056 im Jahr 1977 auf 22.468 im Jahr 2012 (2000: 21.864).
Der Ort erstreckt sich über 19,68 km².

## Geschichte
Ursprünglich war die Region mit Wäldern bedeckt. Vermutlich keltische Stämme breiteten sich hier aus. Die Namen der Ortschaften, die die heutige kommunale Einheit bilden, spiegeln diese einstige Bewaldung wider: Bois-d'Haine, Fayt und La Hestre. Diese beziehen sich auf die Buche, den Baum der Region.
François-Isidore Dupont gründete 1821 im damals eigenständigen Fayt einen Komplex von Schmieden und Walzwerken, welche für den gerade aufkommenden Eisenbahnverkehr Schienen fertigte. So auch für die erste Bahnlinie zwischen Mechelen und Brüssel. Dies wurde begünstigt durch den 20 Jahre zuvor aufgenommenen Kohlebergbau der Gemeinden La Hestre und Bellecourt.
Der prominente Bürger Adolphe Dechamps, Besitzer des Schlosses Scailmont, setzte sich bei der Regierung dafür ein, Manage an das Eisenbahnnetz anzuschließen, was der Region weiteren Aufschwung verschaffte.
Am 26. Dezember 1842 wurde der Abschnitt Braine-le-Comte-Manage der Strecke Brüssel-Charleroi eingeweiht. Im folgenden Jahr wurde der erste Bahnhof gebaut. Zuerst wurde hier nur eine Linie abgefertigt, bald jedoch wurde er zu einem Knotenpunkt mit den Verbindungen: Mons-Manage (1849), Manage-Wavre (1854), Manage-Piéton (1865). Um 1890 war der Personen- und Güterverkehr weiter stark angestiegen. Auch mehrere Zwischenfälle machte es notwendig einen deutlich größeren Bahnhof zu errichten. Die Arbeiten begannen 1900 und dauerten ein Jahr. Gleichzeitig erlebte die gesamte Gemeinde eine städtebauliche Umgestaltung: Bau der ersten Straßen, Bau einer neuen Kirche, Post und eine moderne Gendarmerie.
1849 wurde von Apollinaire-Adrien Bougard eine große Glashütte gegründet. Ab 1880 folgten weitere Glashersteller wie Wauty, Michotte, Hirsch oder Castelain. Der Ruf von Manage als ein Zentrum der Glasherstellung festigte sich, u. a. mit Parfümflakons, über die Jahrzehnte bis in die 1990er Jahre, bis zu dem Zeitpunkt als die letzte Glashütte, die auf die Herstellung von Hohlglas spezialisierte Hainaut Cristal SA, ihre Tore schließen musste. Zuvor wurde noch seitens der wallonischen Regierung viel Geld zugeschossen, um die Glasindustrie in diesem Teil des Landes zu erhalten.
Der niederländisch-belgische Schokoladenhersteller Kwatta fand (nach Fusion mit der bereits ortsansässigen Chocolaterie La Compagnie Internationale d'Alimentation im Jahr 1913) in Bois-d'Haine seinen Produktionsstandort.
Der große Bahnhof wurde 1973 abgerissen und durch ein Zweckgebäude ersetzt.
Die Stadt ist auch für seine psychiatrische Klinik „Saint-Bernard“ bekannt, welche heute der größte Arbeitgeber der Stadt ist.
Architektonisch sind in Manage die umgebenden Schlösser hervorzuheben, wie auch die prunkvollen Häuser, die während seiner industriellen Geschichte erbaut wurden.
Manage grenzt an die Nachbargemeinden Chapelle-lez-Herlaimont, La Louvière, Morlanwelz und Seneffe.

## Geographie
Die Hauptzentren von Manage, neben dem Ortsteil Manage selber, sind Bellecourt, Bois-d'Haine, Fayt-lez-Manage und La Estre. In Fayt-lez-Manage befindet sich das Rathaus.
Zuerst bildeten Bellecourt und La Hestre eine Gemeinde. 1977 erfolgte dann der Zusammenschluss aller vier Dörfer.

## Aktuelle Situation
Manage erlitt, wie alle Nachbarstädte, einen Rückgang der Wirtschaft aufgrund des Niedergangs der Glashersteller, des Bergbaus und der Stahlindustrie. Außerdem wurden große Firmen wie La Brugeoise et Nivelles (heute zu Bombardier) 2000 geschlossen und zu einem kleineren Stahlwerk umgebaut. Seit zwanzig Jahren werden aber Gewerbegebiete ausgewiesen, die kleine bis mittlere Unternehmen beherbergen.
Weitere Umstrukturierungsmaßnahmen sollten den Bahnhof betreffen. Der Bahnhof gehörte zu den wichtigsten Eisenbahnknotenpunkten Belgiens, hat aber für Manage durch den Rückgang der örtlichen Industrien an Bedeutung eingebüßt. Jedoch beschloss die nationale Eisenbahngesellschaft SNCB den Bahnhof zu erhalten, da weiterhin ausreichend Güter und Reisende den Bahnhof nutzen. Lediglich die Fahrkartenschalter wurden geschlossen. Als Verwendungszweck für die in den 1970ern erbaute Bahnhofshalle war auch eine Nutzung für örtliche Vereine vorgesehen, welche aber nie in die Tat umgesetzt wurde.
Manage liegt an den Autobahnen A7 (E19) und A15 (E42).

## Kultur und Sport
- In Manage und seinen Ortsteilen gibt es eine jährliche Kirmes.
- Der Karneval wird besonders zu Osterdienstag im Zentrum Manages gefeiert.
- Das  Weinschaumfest „Le Caudia“ in Bois-d'Haine, bei dem sich die Teilnehmer als Bauern und Köche verkleiden, durch die Straßen ziehen und zum Schluss gemeinsam den Chaudeau (im örtlichen Dialekt „Caudia“) zubereiten. Dieser wird zuerst dem Pfarrer angeboten, bevor er an die Bewohner des Dorfes verteilt wird. Dieses Fest gibt es ersten Quellen zufolge seit 1411.[2]
- Der Weiße Ball („Le bal blanc“) im Ortsteil Fayt-lez-Manage. Die Teilnehmer kleiden sich ausschließlich in weiß.

- An sportlicher Betätigung findet sich im Ort der Tennisclub Manage und auch das Pelotaspiel genießt traditionell einen hohen Stellenwert in der Region. Ein beliebter Platz und Treffpunkt hierfür waren früher die Flächen vor dem Bahnhof.

## Religion
Manage hat sechs katholische Kirchen, zwei davon in der alten Gemeinde Manage: Saintes-Catherine-et-Philomène und Saint-Jean-Baptiste in Longsart. Die 1905 errichtete Kirche von Longsart wurde im Sommer 2014 abgerissen. Geschlossen wurde sie aber schon im Mai 2010, da sie aufgrund der instabilen Bodenbeschaffenheit einzustürzen drohte.
Es gibt auch eine evangelisch-protestantische Kirche in La Hestre sowie zwei Moscheen, eine in Manage und eine in Fayt-lez-Manage.

## Politik

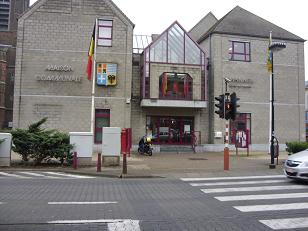
Rathaus

Die Gemeinde Manage entstand 1977 aus der Zusammenlegung der Gemeinden Fayt-lez-Manage, La Hestre, Bois d'Haine, Bellecourt und Manage. Ein Streit entbrannte darüber, wer unter den vier bisherigen Rathäusern künftig die Geschicke der neuen Einheit lenken sollte. Es war der Bürgermeister von Manage, der Arzt Willy Francq, der alle überzeugte, dass der bisherige Ort Manage der zu dieser Zeit am dichtesten besiedelte Ort war und ließ sich dann auch zum Bürgermeister der neuen Großgemeinde wählen. Der bisherige Bürgermeister von La Hestre, Ivan Massart, wurde als erster Stadtrat eingesetzt und folgte Francq 1982 ins Amt, als dieser wegen Krankheit ausschied.

## Liste der Bürgermeister
- Félix Paul Tiberghien (1844–1898), Industrieller, erster Bürgermeister Manages von 1880 bis 1898, dem Jahr seines Todes, Erbauer des Château de Prelle
- Fernand Boursier (1853–1911), von 1898 bis 1911
- Paul-Marie-Édouard de Prelle de la Nieppe (1876–1919) von 1912 bis 1919, seinem Todesjahr
- Victor Lechien (1857–1935), von 1920 bis 1921
- Jules Pétiaux (1883–1930), Glaszuschneider (Belgische Arbeiterpartei), von 1921 bis 1926
- Edgard Boursier (1885–1961), Anwalt (Katholische Partei), von 1926 bis 1938
- Fidolin Bottreaux (1883–1960), Vorarbeiter (PS), von 1939 bis 1958
- Willy Francq, Arzt (PS), von 1958 bis 1982, (auch erster Bürgermeister Manages nach der Gemeindezusammenlegung)
- Ivan Massart (PS), von 1982 bis 1988, (übernahm Aufgaben eines Bürgermeisters bereits ab 1980, da sein Vorgänger gesundheitlich ausfiel)
- Marcel Deom (PS), von 1988 bis 1988
- Christian Gilbeau (PS), von 1989 bis 2003
- Pascal Hoyaux (1962–2019) (PS) von 2003 bis 2019
- Bruno Pozzoni (PS) ab 2019

## Ergebnisse der Kommunalwahlen
| Parti                      | %2012 | %2006   | %2000 | %1994   | Sitze 2012 | Sitze 2006 | Sitze 2000 | Stimmen 2012 | Stimmen 2006 | Stimmen 2000 |
| -------------------------- | ----- | ------- | ----- | ------- | ---------- | ---------- | ---------- | ------------ | ------------ | ------------ |
| PS                         | 61,77 | 58,67   | 57,19 | 49,52   | 20         | 17         | 18         | 7858         | 7704         | 7077         |
| M.R.                       | 14,05 | 16,36   | 13,12 | UPM/PRL | 3          | 4          | 3          | 1787         | 2148         | 1623         |
| UPM (eine örtliche Partei) | 13,27 | UPM/ADC | 15,69 | UPM/PRL | 3          | 3          | 4          | 1688         | UPM/ADC      | 1941         |
| Ecolo                      | 5,96  | 6,22    | -     | 6,09    | 1          | 1          | -          | 758          | 817          | -            |
| WALL.D'ABORD               | 4,96  | -       | -     | -       |            | -          | -          | 631          | -            | -            |
| TOTAL                      | -     | -       | -     | -       | 27         | 27         | 27         | 12722        | 13130        | 11033        |

Quelle

### 2012 ausgeschiedene Parteien
| Partei  | %2012 | %2006 | %2000 | Sitze 2012 | Sitze 2006 | Sitze 2000 | Stimmen 2012 | Stimmen 2006 | Stimmen 2000 |
| ------- | ----- | ----- | ----- | ---------- | ---------- | ---------- | ------------ | ------------ | ------------ |
| PRL-MCC | -     | -     | 13,12 | -          | -          | 3          | -            | -            | 1623         |
| UPM-ADC | -     | 18,74 | -     | -          | 5          | -          | -            | 2461         | -            |
| BLOC-W  | -     | -     | 1,88  | -          | -          | -          | -            | -            | 233          |
| PTB     | -     | -     | 1,28  | -          | -          | -          | -            | -            | 159          |
| ADC     | -     | -     | 10,84 | -          | -          | 2          | -            | -            | 1341         |

## Städtepartnerschaften
- Landrecies (Frankreich), seit 1962
- Saint-Laurent-Médoc (Frankreich), seit 1990
- Bevagna (Italien), seit 1999

## Persönlichkeiten
- Max Buset (1896–1959), Politiker
- Axel Hirsoux (* 1982), Popsänger